# Anna Gustafson (mejerska)
Anna Lovisa Gustafson, född 3 juni 1860 i Otterstads församling, Skaraborgs län, död 15 februari 1944 i Otterstads församling, Skaraborgs län, var en svensk mejerska.

## Biografi
Anna Gustafson föddes på Kållandsö som det sjunde av nio barn till lantbrukarparet Lars Gustav Andersson och Maria Jonasdotter. Hon gick i mejerilära på olika gods i Västergötland, där hon blev elev vid Degebergs mejeri i Västergötland 1877.
Anna Gustafson var sedan verksam som mejerska i Jämtland och Finland. År 1884 anställdes hon vid Hedensbergs mejeristation i Västmanland, sedan vid statens nyinrättade mejeriskola vid Huså bruk i Jämtland. Hon var en tid föreståndare, statens instruktionsmejerska, på Mejeriskolan i Robertsfors. 1892 utsågs Gustafson till länsmejerska i Norrbottens län av Hushållningssällskapet. Hon var den enda kvinnliga tjänstemannen inom Hushållningssällskapet under sin verksamhetstid.
Anna Gustafson arrangerade kurser i svampkunskap, grönsaker, trädgårdsodling och vävkurser, tog upp kvinnans roll i lanthushållningen och initierade grundandet av Friluftsmuseet på Gültzauudden. Tillsammans med David Törnqvist var hon också en av initiativtagarna till 1912 års Norrbottensdräkt. 1895 grundades Mejeriskolan i Björkfors utanför Kalix och drevs in på 1900-talet, och Anna Gustafson var då föreståndare och huvudlärare. Åren 1908–1922 ledde hon 16 studie- och hembygdsresor för länets småbrukarkvinnor. Resorna innefattade studiebesök på mönsterjordbruk, lantbruks- och hemslöjdsutställningar, och kulturella inslag som besök på museer och konstutställningar. Hon verkade för att förbättra levnadsförhållandena på landsbygden genom utbildning av mejerskor och husmödrar i hygien, trädgårdsskötsel, hushållsekonomi och matlagning. Hon föreläste ofta vid Sveriges Husmodersföreningars Riksförbunds kurser och landsmöten under 1920- och 1930-talet.
Anna Gustafson var engagerad i frågan om kvinnors rösträtt och blev första tillförordnad ordförande för Föreningen för kvinnans politiska rösträtt i Luleå när den bildades i Luleå 1907.
Under nödåren 1902–1903 utformade hon tillsammans med landshövding Karl Johan Bergström verksamheten kring arbetsstugorna.
Anna Gustafson var medlem i det Allmänna valmansförbundet och ledamot av Norrbottens läns moderata valmansförbunds kvinnoråd. Hon var ledamot av stadsfullmäktige i Luleå och öppnade årets första sammanträde 1929. 
Vid sin pensionering tilldelades hon Norrbottens Hushållningssällskaps guldmedalj.